# Legió estrangera francesa
La Legió estrangera, francès: Légion étrangère, és un cos militar de l'exèrcit francès creat el 1831 i format originalment per estrangers comandats per militars francesos.
Establerta per Lluís Felip I de França, ha participat en la major part dels conflictes militars francesos dels segles XIX i XX, especialment en les guerres colonials. Es tracta d'un cos d'elit format tant per francesos com estrangers de diferents procedències, amb una gran disciplina i una dura exigència física i mental.
Tradicionalment, la Legió va constituir una via d'escapament per a criminals, aventurers i en general tots aquells que desitjaven abandonar el seu estil de vida. Encara avui accepta reclutes sota identitats fictícies malgrat que realitza controls per evitar l'admissió de criminals pròfugs de la justícia. Malgrat això sí que admet persones amb antecedents. Això la va dotar d'una aura de romanticisme que la va convertir en una icona del cinema i la literatura.

## Primera guerra carlina
Durant la primera guerra carlina, comandada pel general Bernelle i Joseph Conrad van participar en el bàndol liberal en funció de la Quàdruple Aliança, embarcant els poc més de 5.000 homes que componien la Legió a Alger el 27 de juny de 1835 i després de fer quarantena a Mallorca, arribaren a Tarragona el 16 d'agost. Van participar en el Setge de Guimerà, després del qual van afusellar sumaríssimament nombrosos presoners, van combatre també contra l'Expedició Guergué i a la batalla d'Arlaban, en la qual van combatre amb la Legió Auxiliar Britànica.
Foren tants els desertors de la Legió, que els carlins van poder formar-ne l'anomenat Batalló Algerià. Durant l'Expedició Reial la unitat fou pràcticament destruïda i el seu comandant Conrad mort en la batalla de Barbastre, en la qual precisament es van enfrontar al Batalló Algerià, el juliol de 1837. Molt desfeta, la cavalleria i l'artilleria foren incorporades a l'exèrcit espanyol, i la resta dissolta el desembre del 1838.